# Équateur (1966–2006)
Den här artikeln handlar om den före detta provinsen Équateur. För den nuvarande, se Équateur.

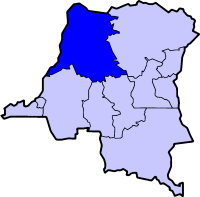
Provinsen Équateur.

Équateur är en region i Kongo-Kinshasa, som mellan 1914 och 2006 (med undantag för 1962–1966) också utgjorde en egen provins. Provinsens huvudstad var Mbandaka. Mellan 1933 och 1947 hette provinsen Coquilhatville efter det dåvarande namnet på huvudstaden.

## Historia
- 20 augusti 1917: Équateur bildas
- 14 augusti 1962: Cuvette-Centrale och Ubangi separeras från Équateur. Kvarstoden ställs under central förvaltning
- 5 februari 1963: Namnbyte till Moyen-Congo
- 25 april 1966: Cuvette-Centrale, Moyen-Congo och Ubangi förenas åter som Équateur

Provinsen skulle enligt 2006 års konstitution delas i Nord-Ubangi, Mongala, Sud-Ubangi, Tshuapa och Équateur, vilket genomfördes 2015.